# Aldisierung
Der Begriff Aldisierung nimmt Bezug auf den Discounter Aldi. Das Wort wurde 2005 zum Wort des Jahres in der Schweiz gewählt. Die Jury erklärte die Auszeichnung damit, dass Aldisierung sich nicht nur auf die ersten neuen Aldi-Filialen beziehe, sondern eine gesamtgesellschaftliche Entwicklung in der Schweiz bezeichne, weg vom traditionell schweizerischen Qualitätsbewusstsein hin zum Preis als dominantem Kriterium.
Das bezeichnete Phänomen ist auch im gesellschaftswissenschaftlichen Bereich Untersuchungsgegenstand. Es wird definiert als „die zunehmende Suche auch besser verdienender Konsumenten nach dem günstigsten Angebot in immer mehr Konsumbereichen“. Darüber hinaus werden unter dem Begriff Aldisierung auch der sich intensivierende Preis- und Sonderangebotswettbewerb im Einzelhandel sowie gesellschaftliche Auswirkungen wie die Verödung von Innenstädten und die Veränderung der Beschäftigungs- und der Konsumkultur untersucht.